# Bük
Bük (deutsch Wichs) ist eine Stadt im Kreis Kőszeg im Komitat Vas in Westungarn. Auf einer Fläche von 20,88 km² leben 3.544 Einwohner (Stand 1. Jänner 2015). Die Grenze zu Österreich verläuft nordwestlich, 10 km entfernt. Bük liegt an der Répce, einem 120 km langen Fluss, der als Rabnitz seine Quelle auf österreichischem Gebiet hat.

## Geschichte
Bük wird bereits 1271 als Byk in Urkunden erwähnt. Im 15ten Jahrhundert gab es noch drei verschiedene Dörfer, Alsó-Bük, Mankó-Bük und Felsö-Bük, die die heutige Stadt ausmachen und zur Familie Büki gehörten. Die Nachkommen der Landbesitzer waren die Familien Mankóbüki Horváth, Mankóbüki Balogh und Felsőbüki Nagy.
Bük war Haltestelle an der Bahnstrecke Oberloisdorf–Bük, die bis 1974 existierte. Der Bahnhof und die 1869 gegründete Zuckerfabrik sorgten für einen Aufschwung der Stadt. 1957 wurde bei einer Bohrung zur Erdölsuche Heilwasser gefunden. 1962 errichtete die Gemeinde das erste Bad, das inzwischen zu einem der größten Thermalbäder Ungarns wurde.

## Städtepartnerschaften
- Illingen (Saar), Deutschland
- Törökbálint, Ungarn

## Tourismus und Verkehr

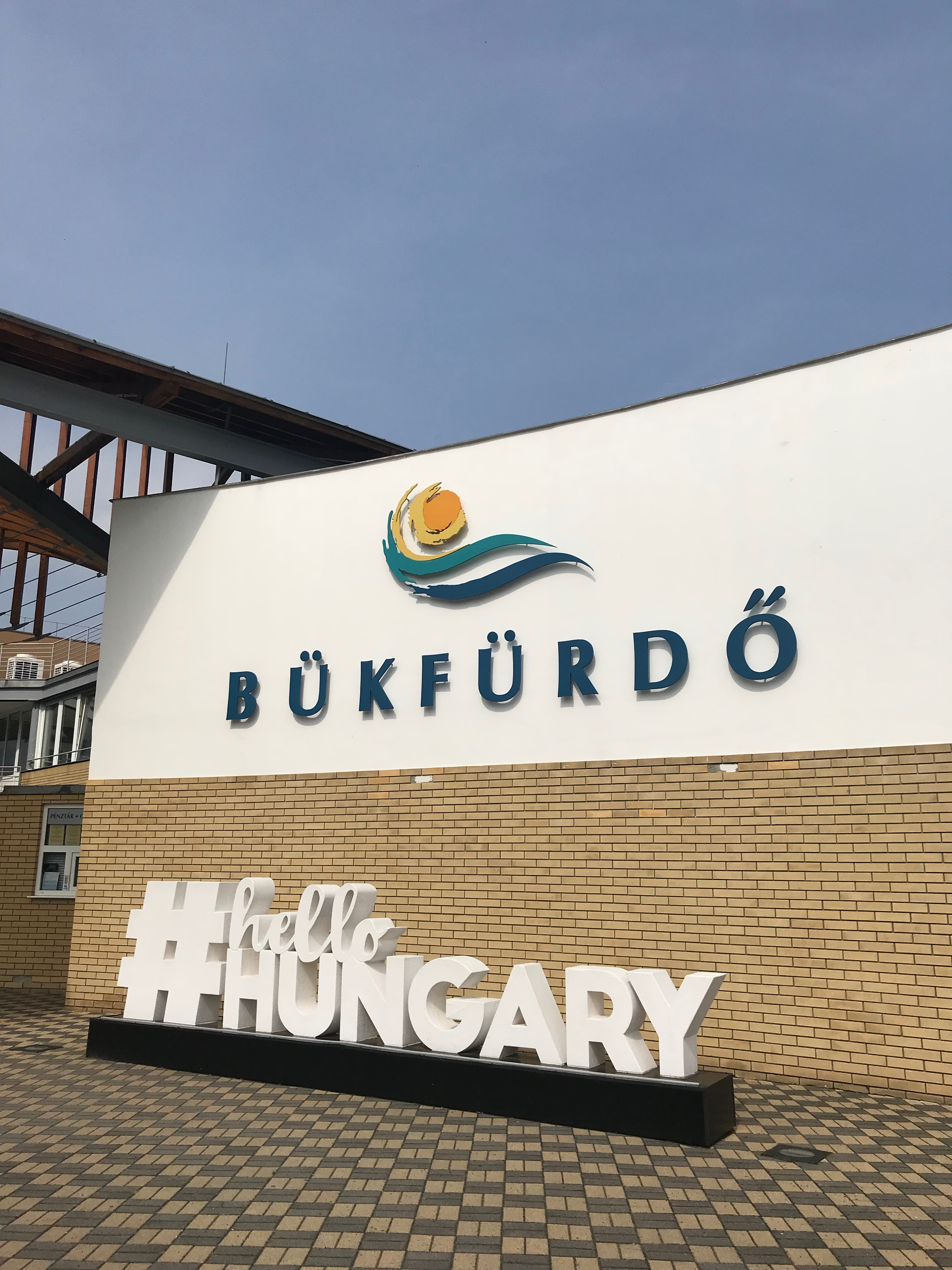
Bükfürdő Thermal & Spa

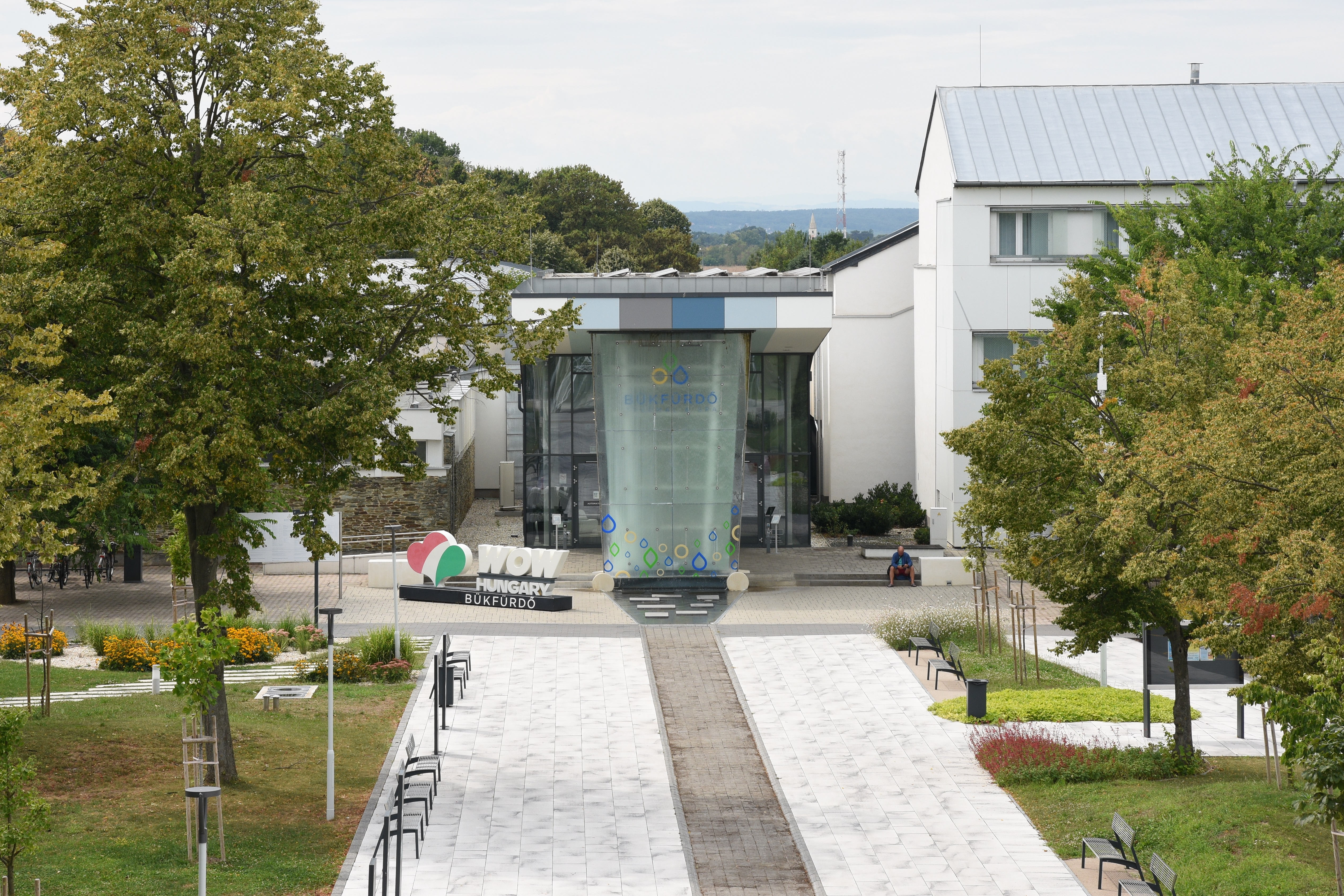
Thermalbad Bük

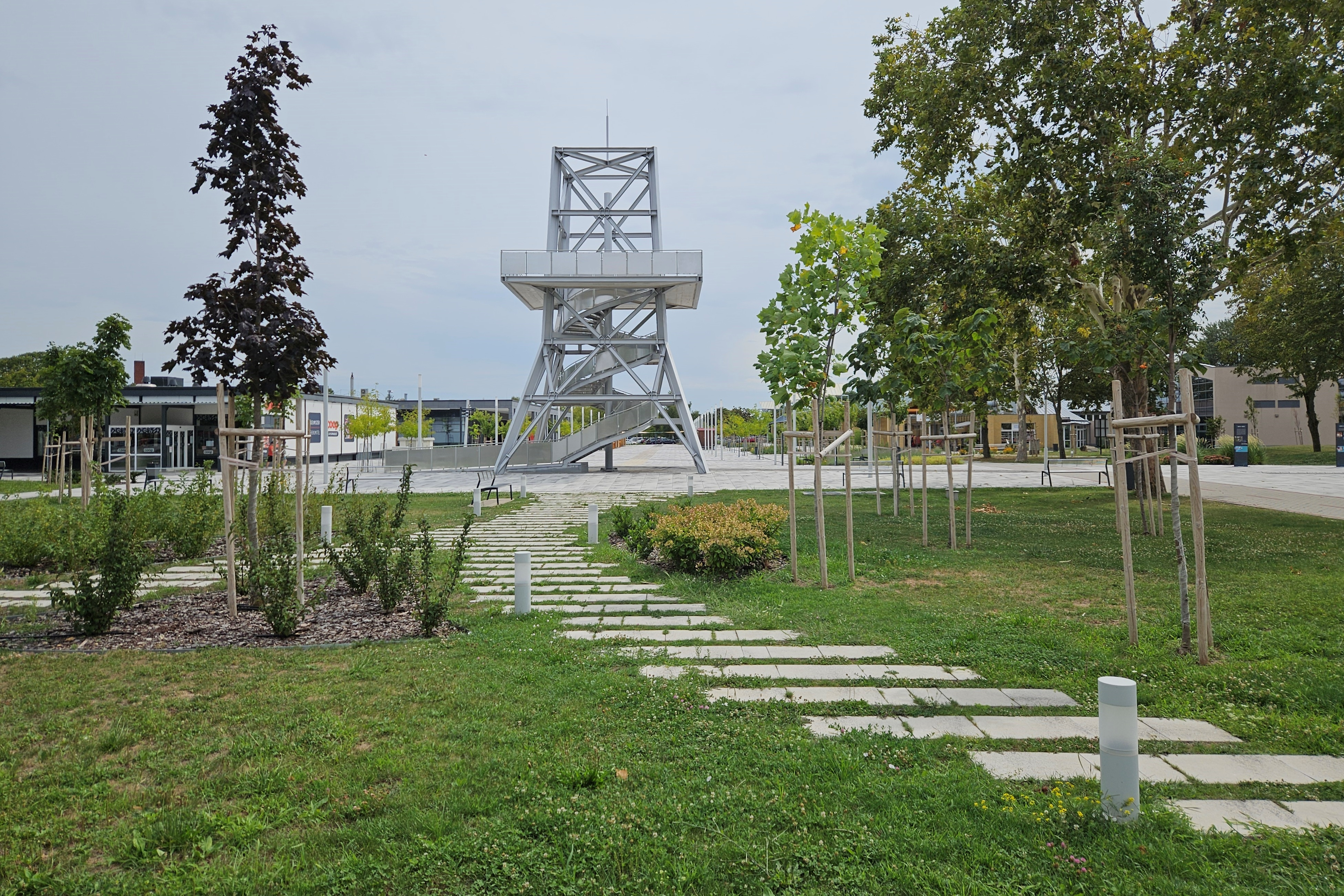
Aussichtsturm in Bük

Bük ist ein vielbesuchter Badeort. Die Stadt besitzt am westlichen Ortsrand einen Bahnhof an der Strecke Sopron-Szombathely und ist dadurch auch mit Österreich gut verbunden.